# Bodemuseum

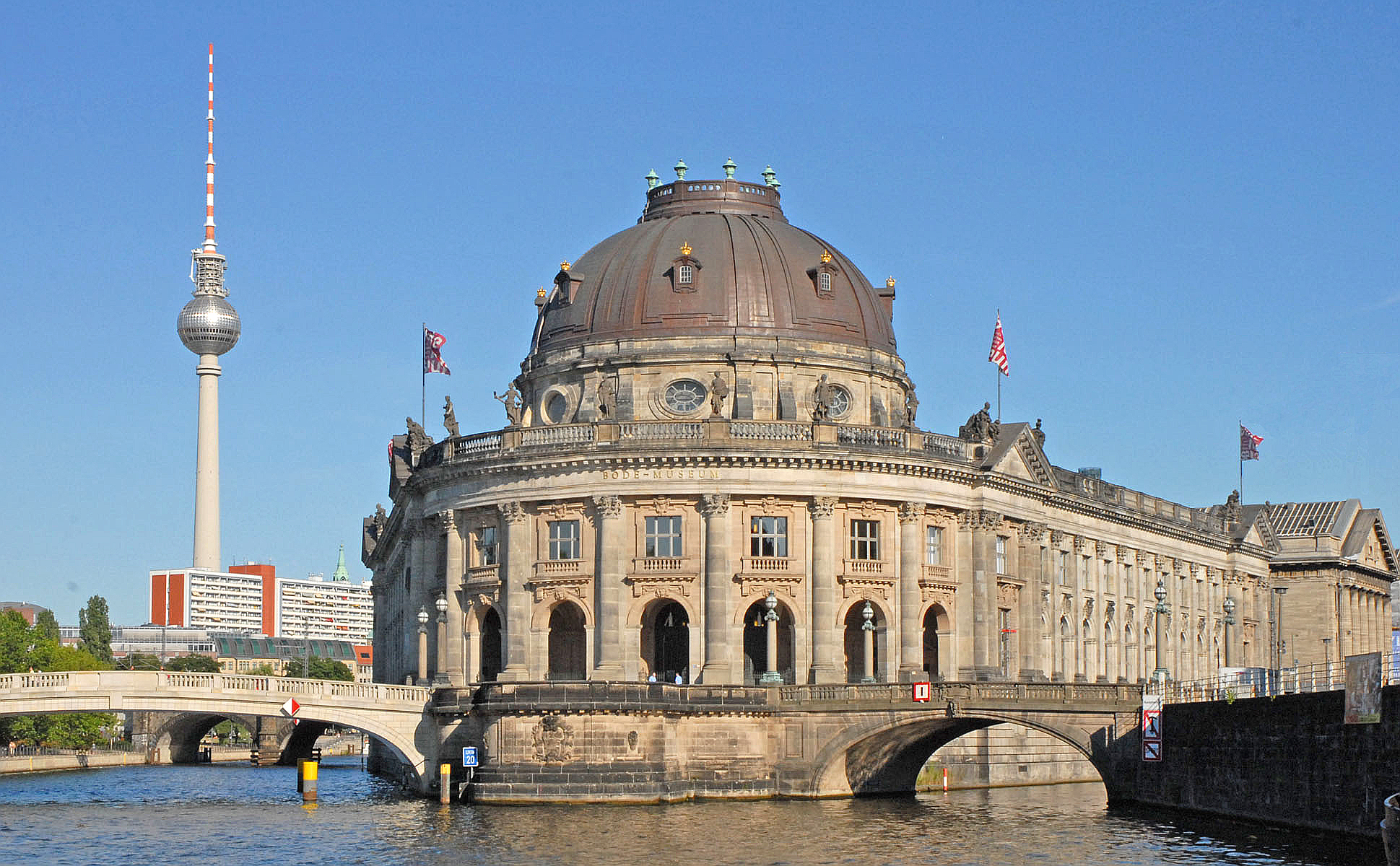
Bodemuseum

Bodemuseum är ett tyskt museum på Museumsinsel i Berlin, vilket ligger bredvid Pergamonmuseet. Dess äldre namn var Kaiser-Friedrich-Museum.
Museet återinvigdes i oktober 2006 efter sex års renovering. Museet har bland annat ett stort myntkabinett som grundlades av Julius Friedländer.